# Theodóriana
Theodóriana är en ort i Grekland.   Den ligger i prefekturen Nomós Ártas och regionen Epirus, i den centrala delen av landet, 270 km nordväst om huvudstaden Aten. Theodóriana ligger 1 057 meter över havet och antalet invånare är 999.
Terrängen runt Theodóriana är huvudsakligen bergig, men den allra närmaste omgivningen är kuperad. Runt Theodóriana är det glesbefolkat, med 13 invånare per kvadratkilometer. Närmaste större samhälle är Prámanta, 13,5 km nordväst om Theodóriana. I omgivningarna runt Theodóriana växer i huvudsak blandskog.